# Zaña
Zaña est une localité péruvienne, capitale du district de Saña (es), dans la province de Chiclayo de la région Lambayeque.
Anciennement, c'était une ville coloniale connue aussi sous le nom Santiago de Miraflores de Zaña, nom avec lequel elle a été fondée en 1563. Sa croissance et son développement sont tels que, au XVIIe siècle, elle rivalisait en importance avec la ville de Trujillo.

## Histoire

### Fondation
Zaña a été fondée le 29 novembre 1563, pendant l'époque coloniale, sous le nom de Villa Santiago de Miraflores de Saña par le capitaine Baltasar Rodríguez, sur un site choisi en raison de son excellent emplacement à mi-chemin entre la mer et les sierras, de son bon système d’irrigation que les Indiens avaient construit et de la proximité immédiate d’une rivière près de laquelle ils ont élevé d'imposantes églises et demeures. Étant au centre d'un réseau de voies commerciales, la ville est devenue opulente, à tel point qu'elle est presque devenue la capitale du pays. Mais cette même richesse fut la raison de sa tragédie.

### Époque préhispanique
À l'époque préhispanique, seuls les peuples autochtones issus de la  culture Mochica, connus sous le nom de Sañap, vivaient sur les pentes de la colline de Corbacho.

## Galerie

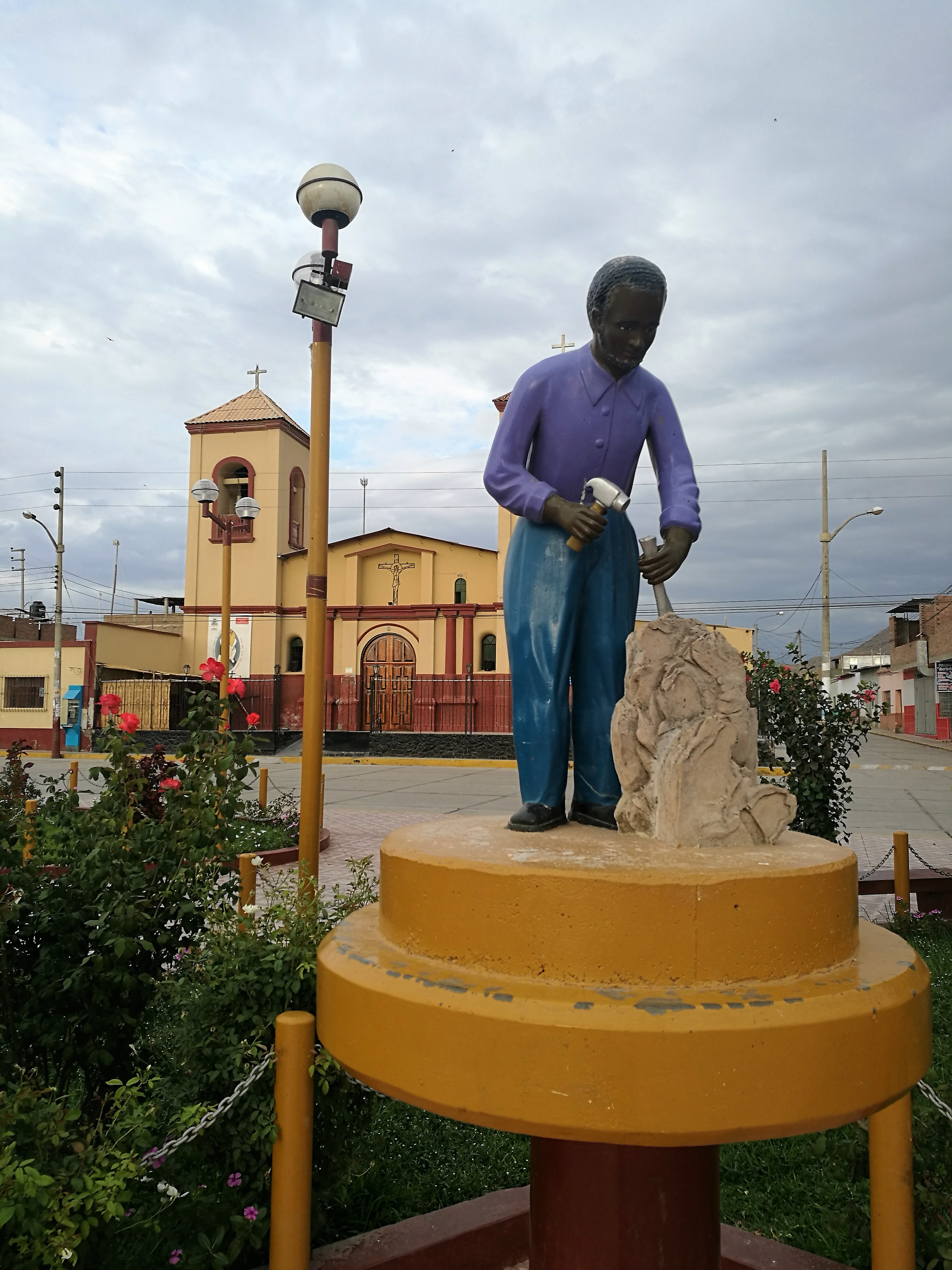
Statue d'un tailleur de pierre afro-péruvien devant l'église Saint-Turibe.
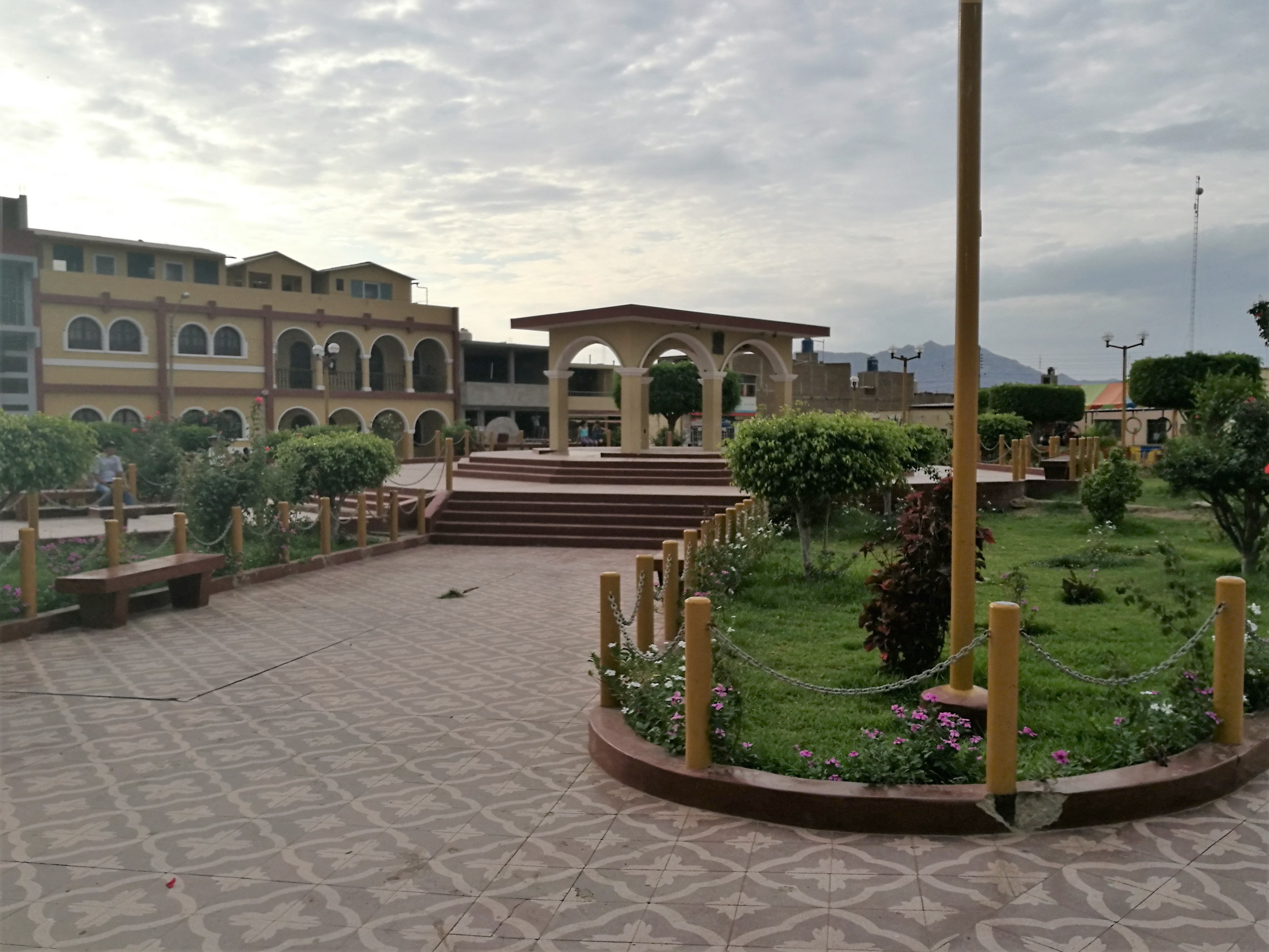
Une partie de la place des Armes.
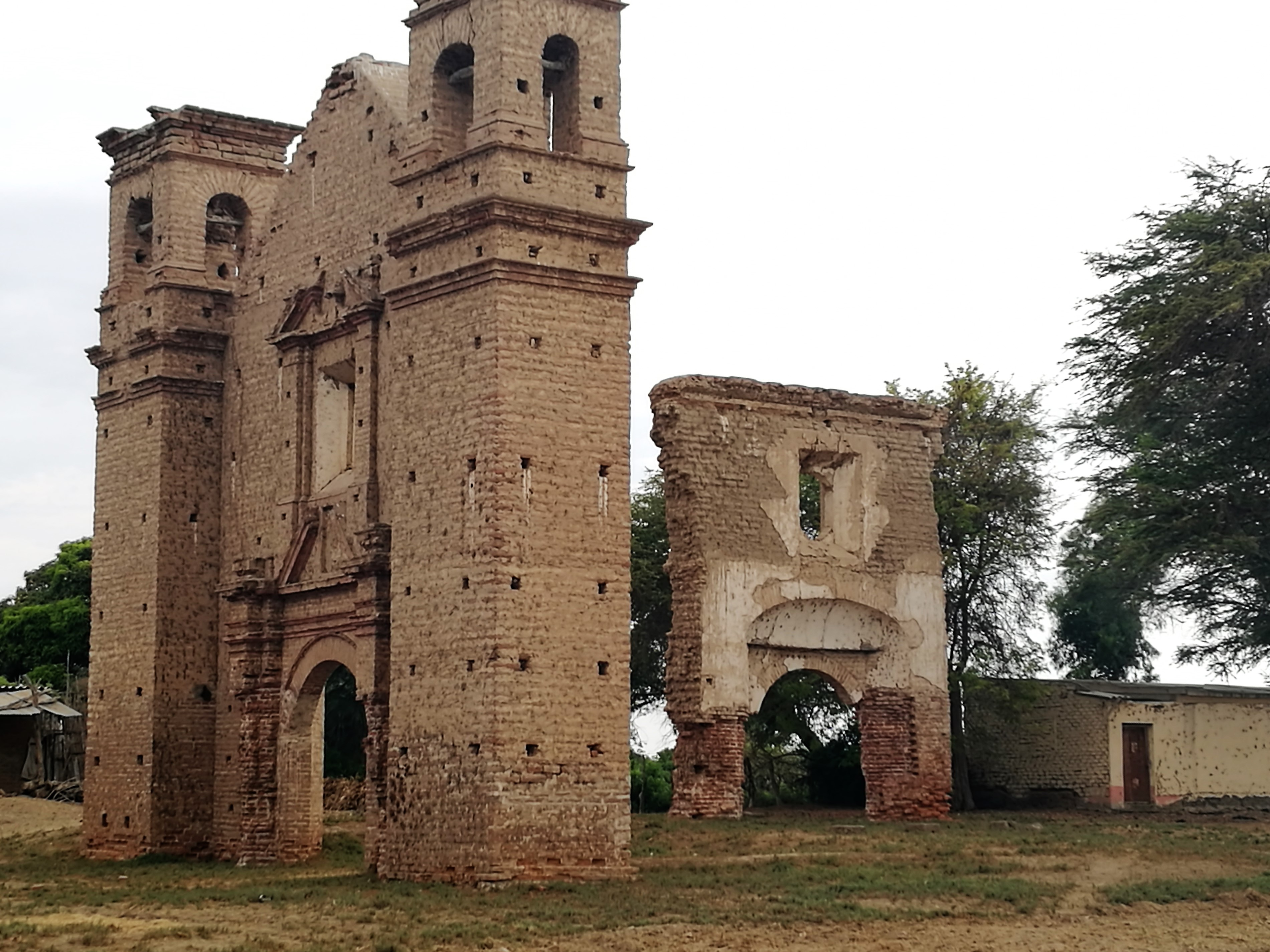
Ruines de l'église de la Miséricorde.